# Арканђело Корели
Арканђело Корели (итал. Arcangelo Corelli; Фузињано, 17. фебруар 1653 — Рим, 8. јануар 1713) био је италијански виолиниста и композитор из барокне ере. Његова музика била је кључна у развоју модерних жанрова сонате и концерта, у утврђивању превласти виолине и као први спој модерног тоналитета и функционалне хармоније.

## Биографија
Записи о крштењу показују да је Корели рођен 17. фебруара 1653. године у малом граду Ромања у Фузињану, бискупија Ферара, Папинске државе . Његови преци су били у Фузињану и поседовали су земљиште од 1506. године, када су се преселили на то подручје из Рима. Иако очигледно просперитетни, они готово сигурно нису били племићи, као што је неколико прича о композиторовој генеалогији касније тврдило. Корелијев отац, од кога је преузео име Арканђело, умро је пет недеља пре рођења композитора. Због тога га је одгајала његова мајка, Санта (рођена Руфини или Рафини), заједно са четворо старије деце.
Богатство анегдота и легенди везаних за Корелија оштро контрастира са недостатком поузданих савремених доказа који документују догађаје у његовом животу. Ова празнина је посебно изражена у његовим годинама формације, укључујући и његово музичко образовање, иако су традиционални прикази о веома идеализованом детињству већ дуго раскринкани. Према речима песника Ђованија Марија Крешимбенија, који је вероватно добро познавао композитора, Корели је првобитно студирао музику код свештеника у оближњем граду Фаенци, а затим у Лугу, пре него што се 1666. године преселио у Болоњу.
Главни центар музичке културе тог времена, Болоња је имала школу виолиниста у цвату, везану за Еркол Гајбара и његове ученике, Ђованија Бенвенутија и Леонарда Бруњолија. Извештаји каснијих извора повезују Корелијеве музичке студије са неколико мајсторских виолиниста, укључујући Бенвенутија, Бруњолија, Бартоломеа Лаурентија и Ђованија Батисту Басанија. Иако историјски веродостојни, ови извештаји остају углавном непотврђени, као и тврдња да га је папски контраалт Матео Симонели први пут научио композицију. Примедба коју је Корели касније упутио тутору сугерише да је његово музичко образовање углавном било усмерено на виолину.
Хронике Болоњске филхармонијске академије показују да је Корели био примљен на академију до 1670. године, у изузетно младој доби од седамнаест година. Кредибилитет овога је оспораван. Иако се надимак Il Bolognese појављује на насловним страницама Корелијева прва три објављена скупа радова (Опус 1 до 3), трајање његовог боравка у Болоњи остаје нејасно. Анегдоте о путовањима ван Италије у Француску, Немачку и Шпанију немају никаквих савремених доказа. На пример, анегдота да је Корелијева континентална слава настала из путовања у Париз у деветнаестој години, када га је отерао завидни Жан-Батист Лили, изгледа да је настала од Жан Жака Русоа. Постоје тврдње да је Корели провео неко време у Немачкој у служби Максимилијана II Емануела (наводно 1681. године), као и у кући свог пријатеља и колеге виолинисте-композитора Кристијана Фаринелија (између 1680. и 1685. године).
Иако је нејасно када је Корели стигао у Рим, он је сигурно био активан тамо до 1675. године, када је „Арканђело од Болоње” (као су га називали) био ангажован да свира као један од виолиниста за подршку у корнатским ораторијима у цркви Сан Ђовани де Фиорентини, као и на француским националним прославама које се сваке године одржавају 25. августа у Сан Луиђи де Францеси и током ординације члана моћне породице Чиги у Санта Доменико е Систо. У августу 1676. већ је свирао другу виолину код познатог Карла Манелија у Сан Луиђи де Францесију. Иако Рим није имао стални оркестар који би обезбедио стабилно запослење за инструменталисте, Корели је брзо направио име за себе, свирајући у разним ансамблима које спонзоришу богати покровитељи, као што је кардинал Бенедето Памфили, за кога је свирао у Лентен ораторијима у Сан Марселу од 1676. до 1679. године.

## Дела
Корели је компоновао 48 трио соната, 12 виолинских и континуо соната, и 12 кончерто гроса.
Шест сетова од дванаест композиција, објављених између 1888. и 1891. године, аутентично се приписују Корелију, заједно са неколико других радова.
- Opus 1: 12 sonate da chiesa (trio sonatas for 2 violins and continuo) (Rome 1681)
- Opus 2: 12 sonate da camera (trio sonatas for 2 violins and continuo) (Rome 1685)
- Opus 3: 12 sonate da chiesa (trio sonatas for 2 violins and continuo) (Rome 1689)
- Opus 4: 12 sonate da camera (trio sonatas for 2 violins and continuo) (Rome 1694)
- Opus 5: 12 Suonati a violino e violone o cimbalo (6 sonate da chiesa and 6 sonate da camera for violin and continuo) (Rome 1700) The last sonata is a set of variations on La Folia
- Opus 6: 12 concerti grossi (8 concerti da chiesa and 4 concerti da camera for concertino of 2 violins and cello, string ripieno, and continuo) (Amsterdam 1714)
- op. post.: Sinfonia in D minor, WoO 1
- op. post.: Sonata a Quattro, WoO 2 (Rogers, Amsterdam, 1699)[12]
- op. post.: Sonata a Quattro, WoO 3 (Rogers, Amsterdam, 1699 – incomplete/dubious)
- op. post.: Sonata a Quattro for Trumpet, 2 Violins & B.C, WoO 4
- op. post.: 6 Sonate a tre, WoO 5–10 (Amsterdam 1714)

## Изабрани снимци
Потпуна дела
Complete Edition. Brilliant Classics 94112, 2010
Кончерто гроси
12 Concerti Grossi Opus 6. Academy of St Martin in the Fields, Neville Mariner. Decca, 1995
12 Concerti Grossi Opus 6. The English Concert, Trevor Pinnock, Simon Standage, Micaela Comberti, Jaap ter Linden. Archiv, 1999
Concerti Grossi Opus 6. The Avison Ensemble. Linn Records, 2012
The Complete Concerti Grossi. Gli Incogniti, Amandine Beyer. Zig Zag Territoires, 2013
Друга дела
Violin Sonatas Opus 5. Andrew Manze (violin), Richard Egarr (harpsichord). Harmonia Mundi, 2002
Violin Sonatas Opus 5. The Avison Ensemble. Linn Records, 2013
Chamber Sonatas Opus 2 and 4. The Avison Ensemble. Linn Records, 2013
Church Sonatas Opus 1 and 3. The Avison Ensemble. Linn Records, 2014
The "Assisi" Sonatas. Ensemble Aurora, Enrico Gatti. Glossa Music, 2014